# Gais 1950/1951
Fotbollsklubben Gais spelade säsongen 1950/1951 i allsvenskan, där man slutade sjua.
I svenska cupen 1950 åkte Gais ut i åttondelsfinal mot Djurgårdens IF.

## Svenska cupen
Gais slog i första omgången IK Brage på bortaplan med 2–3. I åttondelen mötte man Djurgårdens IF hemma och förlorade med 1–2 efter förlängning.

## Allsvenskan

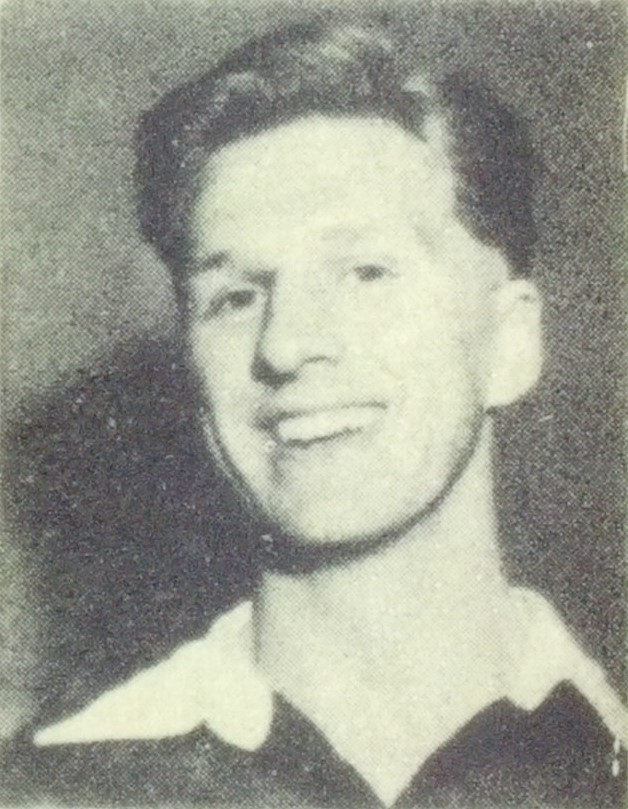
Ingemar "Ögat" Eriksson.

Sedan IFK förra säsongen hade åkt ur allsvenskan var Gais för första gången det enda Göteborgslaget i högsta serien. Klubben hade en ny tränare i Stellan Ekstrand, och Ingemar "Ögat" Eriksson var ny centerhalv efter proffsflyktade Gunnar Johansson. Bland övriga nya spelare märktes Sanny Jacobsson, Karl-Alfreds lillebror, som hade debuterat säsongen innan och nu var redo för en ordinarie plats.
Seriespelet började dock med fyra raka förluster, och olyckskorparna kraxade om att Göteborg helt skulle sakna lag i serien nästa säsong. Vid höstsäsongens slut låg Gais trea från slutet.
På grund av det ihåliga försvaret under hösten återtog Gais den gamle stöttepelaren Sven Jacobsson, som egentligen hade lagt av. Han spelade sina tre sista matcher för klubben våren 1951. Denna vår blev en ojämn historia för Gais, som experimenterade friskt med elvan och provade flera nya spelare. Bland dessa märks Bertil "Jompa" Andersson, som på tre matcher under våren mäktade med två mål. Gais klarade efter en fin avslutning till sist det allsvenska kontraktet och slutade sjua, men hade bara två poäng ner till AIK, som åkte ur.

### Tabell
| Nr | Lag              | S  | V  | O | F  | GM | IM | MS  | P  |
| -- | ---------------- | -- | -- | - | -- | -- | -- | --- | -- |
| 1  | Malmö FF (RM)    | 22 | 16 | 5 | 1  | 52 | 22 | +30 | 37 |
| 2  | Råå IF (U)       | 22 | 12 | 4 | 6  | 44 | 27 | +17 | 28 |
| 3  | Degerfors IF     | 22 | 10 | 7 | 5  | 34 | 23 | +11 | 27 |
| 4  | Hälsingborgs IF  | 22 | 11 | 3 | 8  | 43 | 29 | +14 | 25 |
| 5  | IFK Norrköping   | 22 | 11 | 3 | 8  | 38 | 29 | +9  | 25 |
| 6  | Djurgårdens IF   | 22 | 9  | 5 | 8  | 42 | 37 | +5  | 23 |
| 7  | Gais             | 22 | 8  | 3 | 11 | 33 | 40 | −7  | 19 |
| 8  | Örebro SK (U)    | 22 | 7  | 4 | 11 | 32 | 45 | −13 | 18 |
| 9  | Jönköpings Södra | 22 | 7  | 4 | 11 | 37 | 54 | −17 | 18 |
| 10 | IF Elfsborg      | 22 | 6  | 5 | 11 | 31 | 41 | −10 | 17 |
| 11 | AIK              | 22 | 6  | 5 | 11 | 27 | 37 | −10 | 17 |
| 12 | Kalmar FF        | 22 | 2  | 6 | 14 | 25 | 54 | −29 | 10 |

### Seriematcher
| Motståndare         | Hemmamatch | Bortamatch |
| ------------------- | ---------- | ---------- |
| Malmö FF            | 1–1        | 0–1        |
| Råå IF              | 0–2        | 0–3        |
| Degerfors IF        | 1–1        | 1–5        |
| Hälsingborgs IF     | 0–1        | 3–1        |
| IFK Norrköping      | 2–1        | 0–1        |
| Djurgårdens IF      | 2–1        | 1–5        |
| Örebro SK           | 1–1        | 1–3        |
| Jönköpings Södra IF | 5–0        | 3–4        |
| IF Elfsborg         | 2–1        | 0–2        |
| AIK                 | 1–0        | 4–1        |
| Kalmar FF           | 4–1        | 1–4        |

## Spelarstatistik

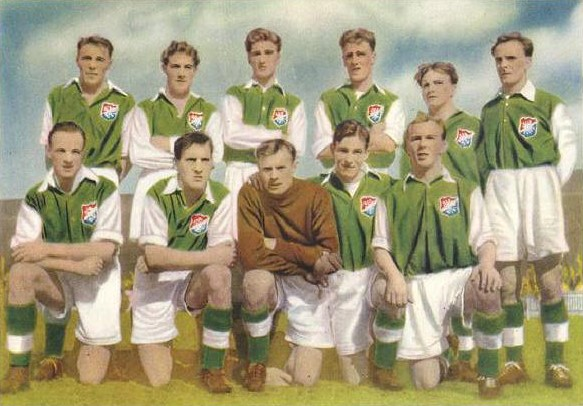
Gais 1950/1951. Stående från vänster: Egon Nyman, Knut Almqvist, Ingemar Eriksson, Karl-Alfred Jacobsson, Nils Wester, Sanny Jacobsson. Knästående: Bertil Sernros, Rolf Gustafsson, Curt Thorstensson, Arne Lund, Stig Andersson. Bild från Rekordmagasinet.

| Spelare                | Matcher | Mål |
| ---------------------- | ------- | --- |
| Karl-Alfred Jacobsson  | 22      | 10  |
| Ingemar Eriksson       | 22      |     |
| Curt Thorstensson (mv) | 22      |     |
| Stig Andersson         | 21      | 1   |
| Sanny Jacobsson        | 20      | 4   |
| Arne Lund              | 18      |     |
| Knut Almqvist          | 16      | 12  |
| Rune Jingård           | 16      | 1   |
| Bertil Sernros         | 14      |     |
| Rolf Gustafsson        | 13      |     |
| Göte Karlsson          | 11      |     |
| Nils Wester            | 9       | 1   |
| Stig Björkman          | 9       |     |
| Sixten Rosenqvist      | 8       |     |
| Egon Nyman             | 7       | 1   |
| Bertil Andersson       | 3       | 2   |
| Karl Andersén          | 3       |     |
| Lennart Hansson        | 3       |     |
| Sven Jacobsson         | 3       |     |
| Lars Cato              | 1       |     |
| Gunnar Lundin          | 1       |     |